# Kirgizistan i olympiska vinterspelen 2002
Kirgizistan deltog i olympiska vinterspelen 2002. Kirgizistans trupp bestod av 2 idrottare varav båda var män.

## Resultat

### Skidskytte
- 10 km sprint herrar
  - Aleksandr Tropnikov - 77
- 20 km herrar
  - Aleksandr Tropnikov - 73

### Backhoppning
- Lilla backen
  - Dmitry Chvykov - 41
- Stora backen
  - Dmitry Chvykov - 39